# ブロンディ (漫画)
『ブロンディ』（Blondie）は、ミュラ・バーナード・チック・ヤング（Murat Bernard "Chic" Young、1901年 - 1973年）によるアメリカ合衆国の新聞連載漫画。ブロンディとダグウッドの日常を描く。1930年から連載が開始された。
チック・ヤングの死後は息子のディーン・ヤング（Dean Young、1938年 - ）が中心となって連載が継続され、2017年現在はディーンと、2005年から作品に参加したジョン・マーシャル（John Marshall）によって執筆されている。

## 日本での掲載
日本では、1933年2月12日から6月3日に『国民新聞』に掲載（タイトル「気まぐれブロディ」）されているほか、1933年2月12日から6月3日に『国民新聞』に掲載（タイトル「気まぐれブロディ」）されているが、日米間開戦により休載された。
第二次世界大戦後に連合国軍総司令部の意向を受け、1946年から1956年に『週刊朝日』に、1949年1月1日から1951年4月15日に『朝日新聞』朝刊に掲載された。新聞連載終了後は文藝春秋『漫画讀本』で連載されている。
1933年の連載開始当時の日本はともかく、第二次世界大戦敗戦後の1946年の連載再開当時に、この連載を読んで「家電製品にかこまれた豊かで民主的なアメリカ人生活」を思い描いた日本人読者もいた。連載を行っていた朝日新聞の天声人語欄ですら「家計の苦労という場面は一度も出てこない」として驚きと羨望をもって迎えている。
しかしながら、本作研究の代表者であり先駆者でもある今村太平によると本作で描かれているバムステッド家は標準的なアメリカ市民の家庭であり、毎日あくせく働いても存分に肉を食うことはできず、子供に小遣いを与えたり新しく帽子を購入するにも頭を悩まし、電気の使用を節約し、たまの外食にも渋るような賃金奴隷としての俸給生活者としての生活であり、けして豊かな生活を描いているわけではなかった。
それでも1946年の連載再開当時に獅子文六が「日本の最大の富豪でもブロンディ家だけの設備を持つ家はない」とオーバーに述べたように電気冷蔵庫、電気洗濯機、電気掃除機といったように家にあふれる「もの」、ダグウッドが両腕いっぱいの食べ物から作るサンドイッチ（ダグウッドサンドイッチ）を食べる模様など、1946年の連載再開当時の日本人にとっては「憧れのアメリカ生活であった」と思われる。井出孫六は、当時は「空腹をかかえた日本人にとってブロンディとタグウッドの家庭は高嶺の花に見えた」と指摘する。ただ日本の大戦後の食糧事情は、1947年には急速に改善している。
坂西志保は本作の哲学を「疲労」にあると述べる。一例としてダグウッドの望みは早く家に帰り、熱い風呂で一日の垢を流して美味しい食事を採って、やわらかいベッドで寝ることにある。資本主義社会における労働者の悲哀を前提とし、社会の対極としての労働の疲れを癒す家庭の機能面を坂西は指摘する。

## 登場人物

### バムステッド家
ブロンディ・ブーパドゥープ（Blondie Boopadoop）
この漫画のヒロイン。名前の通りブロンドの美人。登場当初はダグウッドの父親の秘書をしていたが、後にダグウッドと結婚する。
ダグウッドと比べると理性的ではあるが、社会については何一つ考えないと今村太平は分析する。
ダグウッド・バムステッド（en:Dagwood Bumstead）
もう一人の主人公。まれにみるお人よしで、チック・ヤングに似ているとも言われる。
実家は百万長者だが、相続権を投げうってまでブロンディと結婚する。
食べることと寝ることが趣味であり、日々の労働に追われて考えることを放棄した思考なき人間と今村太平は分析する。
アレクサンダー（Alexander）
ブロンディとダグウッドの長男。1934年時の作品から登場した。
クッキー（Cookie）
ブロンディとダグウッドの娘。1941年時の作品から登場した。
デイジー（Daisy）
ブロンディとダグウッドの犬。5匹の子犬がいる。

### その他
ウッドリー夫妻（Herb and Tootsie Woodley）
バムステッド家の隣人。夫のハーブはダグとよく映画を見に行き、妻のトゥーツィーはブロンディとのウィンドーショッピングが趣味。
ジュリアス・シーザー・ディッチャーズ（Julius Caesar Dithers）
ダグウッドの上司。部下に対して、口うるさいうえに手厳しい。だが妻には頭が上がらない。
コーラ・ディッチャーズ（Cora Dithers）
ディッチャーズの妻。夫を尻に敷いているが、彼の高慢なところは嫌いではないらしい。
エルモ・タットル（Elmo Tuttle）
近所に住む男の子。少年野球チームに所属している。
ビースリー（Mr. Beasley）
郵便配達員。よくダグと出合い頭にぶつかってしまう（喧嘩するのではなく、お互い急いでいるので前方不注意だかららしい）。
ルー（Lou）
ダグウッドがよく利用する食堂の店主。よくダグにお説教をする。

## テレビドラマ

### NBC版
1957年の1月から7月、アメリカのNBC系ネットワークで30分枠のテレビドラマ版が放送された。ハル・ローチ・スタジオ制作、モノクロ、全26話。
日本では1962年4月23日から10月15日にかけてフジテレビ系列で放映された。松下電器産業（のちのパナソニック）の一社提供。
キャスト
- ダグウッド・バムステッド：アーサー・レーク（吹替：加茂喜久）
- ブロンディ・バムステッド：パメラ・ブリットン（吹替：高橋和枝）
- クッキー・バムスデッド：アン・バーンズ（吹替：中村メイコ）
- ジュリアス・シーザー・ディッチャーズ：フローレンツ・エイムズ
- コーラ・ディッチャーズ：エルヴィア・オールマン

エピソード一覧（原題）
1. Dagwood's Ego for the Third Time
2. Mr. Dithers Is Hospitalized
3. Mr. Dithers Moves In
4. The Other Woman
5. Home Sweet Home
6. Get That Gun
7. Husbands Once Removed
8. The Quiz Show
9. The Payoff Money
10. Hard Luck Idol
11. Oil For the Lamps of Blondie
12. Blondie the Breadwinner
13. The Glamor Girl
14. The Rummage Sale
15. Deception
16. Puppy Love
17. Made to Fire
18. Blondie Redecorates
19. Blondie's Double
20. The Spy
21. Cupid's Question Column
22. The Tramp
23. The Grouch
24. Alexander's 16th Birthday
25. Howdy Neighbor
26. The Feud

| フジテレビ系列 月曜19:00 - 19:30枠    | フジテレビ系列 月曜19:00 - 19:30枠          | フジテレビ系列 月曜19:00 - 19:30枠 |
| 前番組                                | 番組名                                      | 次番組                             |
| ------------------------------------- | ------------------------------------------- | ---------------------------------- |
| 龍虎八天狗 【ここまで三共一社提供枠】 | ブロンディ 【当番組より松下電器一社提供枠】 | ミスター・エド                     |

### CBS版
1968年から1969年にかけ、CBS系ネットワークで再びテレビドラマ化された。全14話。

## テレビアニメ
1987年・1989年に『Blondie & Dagwood』のタイトルでテレビスペシャルとしてアメリカで制作・放送された。1作目のみ東映動画がアニメーション制作を担当。
日本では本国の放送から5年後の1993年にNHK BS2の衛星アニメ劇場内で初めて放映されたが視聴率は極めて低かったとされる。

### キャスト
ブロンディ - 小宮和枝
ダグウッド - 富山敬
アレキサンダー - 石田彰
クッキー - 鈴木砂織
ディザーズ- 藤本譲

### スタッフ
- 制作協力 - 東映動画→世映動画
- 制作 - マーベル・プロダクション
- 製作 - キング・フィーチャー・エンターテイメント→ハースト・エンターテイメント

### 各話リスト
| タイトル                                   | タイトル                           | 放送日         | 放送日        |
| ------------------------------------------ | ---------------------------------- | -------------- | ------------- |
| Blondie & Dagwood                          | ブロンディとダグウッド             | 1987年 5月15日 | 1993年 5月5日 |
| Blondie & Dagwood "Second Wedding Workout" | ブロンディとダグウッドの結婚記念日 | 1989年 11月1日 | 5月4日        |

## CMキャラクター
1983年頃はニチイグループ（後のマイカル/現：イオンリテール）のプライベートブランド『エーゼット』のCMイメージキャラクターや1980年代後半は東芝食器洗浄機『あらおーっと』のCMのイメージキャラクターとして使われたほか、1991年頃には三菱電機・IHクッキングヒーター搭載型オーブンレンジのイメージキャラクター、1992年発売のトヨタ・カローラセレス（前期型）のイメージキャラクターとしても使われた。